# 擬金毛蘚
擬金毛蘚（学名：Eumyurium sinicum）为蔓蘚科擬金毛蘚屬下的一个种。其种加词sinicum，意为“中华的”。